# Depredação (militar)

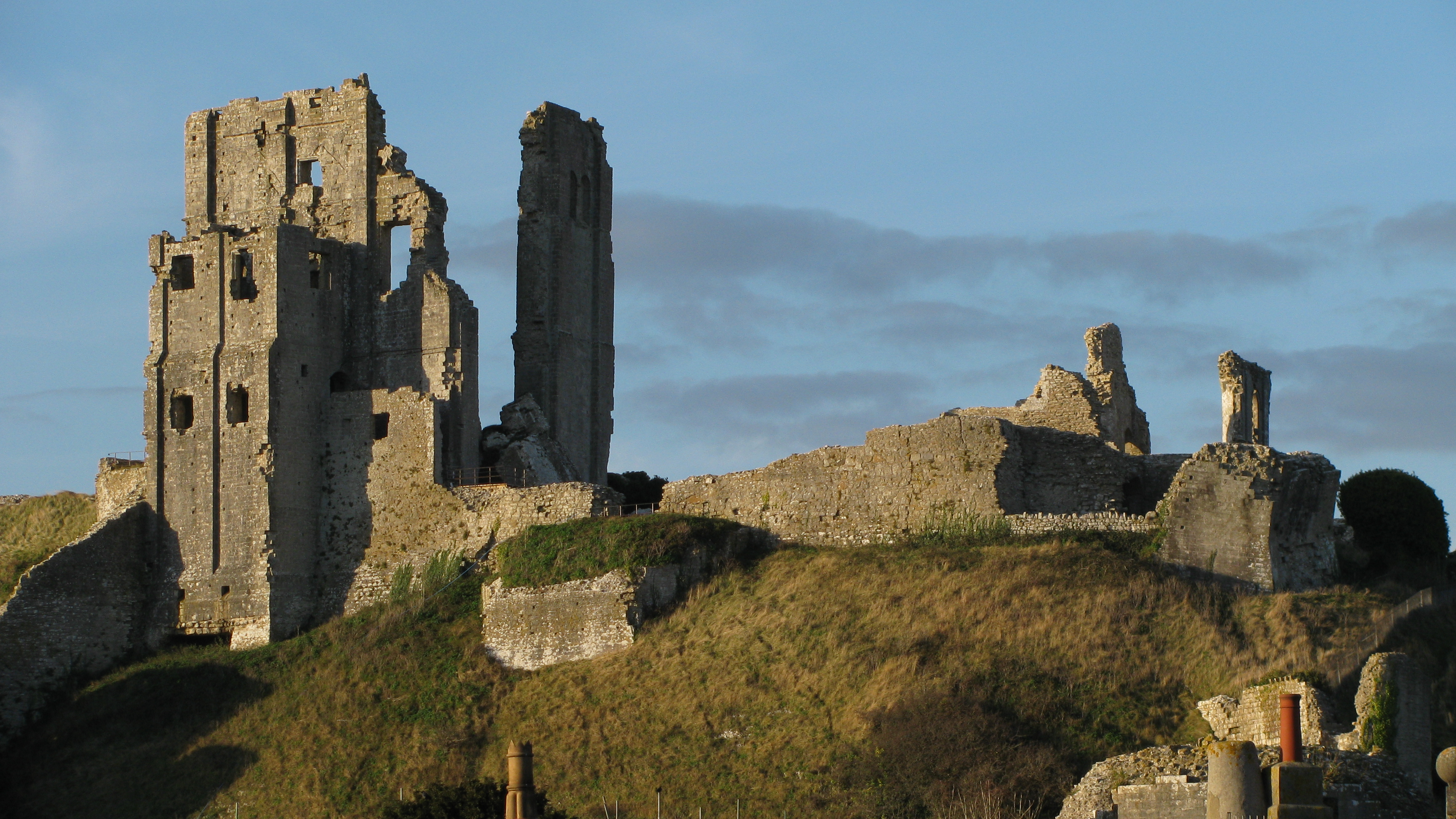
O Castelo de Corfe foi parcialmente demolido durante a Guerra civil inglesa, de modo que suas defesas não pudessem ser reutilizadas.

Depredação,  em estratégia militar,  é a destruição defensiva deliberada, parcial ou completa, de uma fortificação  para torná-la inutilizável como fortaleza.